# Konstantin Zyrjanov
Konstantin Zyrjanov (Константин Зырянов) född den 5 oktober 1977, är en rysk före detta fotbollsspelare och senare tränare. Han har tidigare varit ordinarie i det ryska landslaget. Zenit vann UEFA-cupen med honom i laget (han gjorde mål i semifinalen och avgjorde finalen som slutade 2–0 till Zenit). Han gjorde mål i gruppspelet i EM 2008.

## Personligt
I augusti 2002 tog hans fru Olga Zyrjanova deras dotter i handen och hoppade från 8:e våningen. Zyrjanovs fyra år gamla dotter Irina avled direkt på sjukhuset medan hans fru avled där två månader senare.